# Mokre (województwo świętokrzyskie)
Mokre – wieś w Polsce położona w województwie świętokrzyskim, w powiecie staszowskim, w gminie Szydłów.
W latach 1975–1998 miejscowość położona była w województwie kieleckim.

## Współczesne części wsi
| SIMC    | Nazwa      | Rodzaj    |
| ------- | ---------- | --------- |
| 0274884 | Kmiecie    | część wsi |
| 0274890 | Zagrodniki | część wsi |

## Dawne części wsi – obiekty fizjograficzne
W latach 70. XX wieku przyporządkowano i opracowano spis lokalnych części integralnych dla Mokrego zawarty w tabeli 2.

| Nazwa wsi – miasta | Nazwy części wsi – miasta | Nazwy obiektów fizjograficznych – charakter obiektu |
| ------------------ | ------------------------- | --- |
| I. Gromada SZYDŁÓW |                           | |
| 1. Mokre           | 1. Kmiecie 2. Zagrodniki  | 1. Błonie – pole 2. Dzierżawa – pole 3. Łąki – pole 4. Ogrody – pole 5. Pastwisko – pole 6. Strzeleckie – pole 7. Za Łąką – pole 8. Za Stodołami – pole |

## Historia
W czasie II wojny światowej na drodze Szydłów – Kurozwęki, obok wsi Mokre oddział Batalionów Chłopskich 23 lipca 1944 r. zaatakował kolumnę samochodów niemieckich. W czasie walki zginęło 18 żandarmów. Oddział BCh nie poniósł strat.
W czasach PRL wydarzenie upamiętniono pomnikiem w formie obelisku i napisem:

Tu walczyli chłopi i robotnicy z oddziałów partyzanckich AL i BCh którzy wspólnie z Armią Radziecką gromili faszyzm hitlerowski. Sława Armii Radzieckiej i partyzantom AL i BCh. Ten kamień położyli rewolucyjni chłopi i robotnicy. Mokre 13 maja 1951 roku.

Obecnie na pomniku widnieje napis: W tym miejscu dnia 17 lipca 1944 r. oddz. partyzancki BCh Piotra Pawliny rozbił kolumnę hitlerowską, Mokre 13.05.1951 r.
Z okolic wsi 12 stycznia 1945 r. nastąpiło główne uderzenie wojsk 1 Frontu Ukraińskiego Armii Czerwonej przełamujące pozycje niemieckie, w operacji zwanej wiślańsko-odrzańską. Po zakończeniu wojny ofensywę upamiętniono pomnikiem z napisem:

Z tego miejsca dnia 12.I.1945 roku o godzinie 4-tej wojska 1-go Frontu Ukraińskiego Armii Radzieckiej pod dowództwem marszałka Koniewa huraganowym ogniem rozpoczęły ofensywę zimową, w wyniku której wyzwolona została Polska. Rozgromiony hitleryzm. Chwała niezwyciężonej Armii Radzieckiej.

27 października 2022 pomnik ten jako symbol ustroju totalitarnego został zlikwidowany.